# 三枝・やすしの花マル家族
『三枝・やすしの花マル家族』（さんし・やすしのはなマルかぞく）は、1987年1月15日から同年6月18日までテレビ東京系列局で放送されていたテレビ東京製作の情報バラエティ番組である。放送時間は毎週木曜 20:00 - 20:54 （日本標準時）。

## 概要
桂三枝（現・六代桂文枝）と横山やすしが司会を務めていた家族向けの情報バラエティ番組で、有名人の子供が出演し、家庭での親の素顔を明かす「花マル通信簿」、中流家庭の意識を探る「花マル中流研究所」、単身赴任をしている夫の下へ妻が手作り弁当と子供の手紙を届ける「愛情花マル弁当配達人」のコーナーによって構成されていた。